# The Dark Spire
The Dark Spire (幻霧ノ塔ト剣ノ掟?, Genmu no Tō to Tsurugi no Okite) è un videogioco di ruolo sviluppato e pubblicato da Success nel 2008 per Nintendo DS. 
In America Settentrionale è stato distribuito da Atlus insieme a un compact disc contenente le 24 tracce della colonna sonora.

## Modalità di gioco
Il videogioco è un dungeon crawler in prima persona ispirato a Wizardry e The Bard's Tale. The Dark Spire riprende alcuni elementi dai giochi di ruolo classici, tra cui il THAC0 di Advanced Dungeons & Dragons.